# Przypadkowy mąż
Przypadkowy mąż (ang. The Acccidental Husband) – amerykańsko-irlandzka komedia romantyczna z 2008 roku w reżyserii Griffina Dunne’a, wyprodukowany przez wytwórnię Yari Film Group. Główne role w filmie zagrali Uma Thurman, Jeffrey Dean Morgan, Colin Firth, Isabella Rossellini i Sam Shepard.
Premiera filmu odbyła się 29 lutego 2008 w Irlandii. Dwadzieścia jeden miesięcy później, 10 listopada 2009 obraz trafił do kin na terenie Stanów Zjednoczonych. W Polsce premiera filmu odbyła się 2 października 2009.

## Fabuła
Psycholog, doktor Emmeline "Emma" Lloyd (Uma Thurman) to kobieta sukcesu oraz ekspertka od relacji damsko-męskich, która prowadzi audycję radiową z poradami dotyczącymi miłości i związków, jako Pani Doktor Miłość. Za jej sprawą od strażaka Patricka Sullivana (Jeffrey Dean Morgan) odchodzi narzeczona Sophia (Justina Machado). Porzucony mężczyzna w akcie zemsty krzyżuje matrymonialne plany terapeutki.

## Obsada
- Uma Thurman jako doktor Emmeline "Emma" Lloyd
- Jeffrey Dean Morgan jako Patrick Sullivan
- Colin Firth jako Richard Braxton
- Isabella Rossellini jako Greta Bollenbecker
- Keir Dullea jako Karl Bollenbecker
- Sam Shepard jako Wilder Lloyd
- Kristina Klebe jako Katerina Bollenbecker
- Lindsay Sloane jako Marcy
- Justina Machado jako Sophia
- Sarita Choudhury jako Sunday
- Brooke Adams jako Carolyn
- Michael Mosley jako Declan
- Ajay Naidu jako Deep

## Produkcja
Zdjęcia do filmu ręcono w Nowym Jorku oraz w kościele Round Hill w Greenwich w stanie Connecticut.

## Odbiór
Film Przypadkowy mąż spotkał się z negatywną reakcją krytyków. W serwisie Rotten Tomatoes film osiągnął wynik 6%.